# 2006年意大利大選
2005年10月18日，時任義大利總理貝盧斯科尼宣布將於2006年4月9日舉行國會選舉，選出參議院共315席議員、眾議院共630席議員。總統卡洛·阿泽利奥·钱皮於2006年2月11日正式解散議會，選舉活動開始。

## 參選的政黨聯盟

### 自由之家（中間偏右聯盟）
领袖为時任義大利总理的貝盧斯科尼，他之前領導的政府為意大利二戰後首個完成五年任期的政府。
- 意大利力量黨（領袖：貝盧斯科尼）
- 國民陣線
- 民主中央黨
- 北方聯盟

### 聯盟（中間偏左聯盟）
领袖为曾任義大利总理和欧洲委员会主席的罗马诺·普罗迪。前三者合稱橄欖樹聯盟，也是普羅迪所屬的政黨聯盟。
- 左翼民主黨
- 雛菊黨（天主教政黨）
- 共和黨
- 人民黨（天主教政黨）
- 意大利社民黨
- 綠色聯盟
- 意大利價值

## 選舉方式
是次選舉恢復了二次大戰結束後的一直沿襲的比例代表制，放棄了自1994年以來採用的混合選舉制。選民選的是政黨而非個人，政黨須至少獲得2%的選票，才可獲分派議席。
在舊制度下，四分三議席按單一選區制、票多者得勝獲議席的原則產生，其餘議席則按政黨比例代表制分配。新制度下，那派上台執政，都會起碼獲分配340席，即眾院過半議席；批評者指貝氏廢混合制，只為增執政聯盟勝望，因比例代表制有利大規模的政黨，不利小黨或獨立候選人，而且會令國家走回戰後幾十年間經常出現短命政府的舊路。

## 選舉議題
義大利經濟發展近年停滯不前，國家氣氛一片黯淡。2004年的經濟增長率只有1.1%；而去年更錄得零增長。預算赤字增加了4%，遠高於歐盟規定。用於研究開發的開支下跌；根據世界經濟論壇報告，義大利工人的競爭力僅勝非洲小國博茨瓦納，比約旦及希臘還要低。歐元上升損害了國民的購買力，青年失業嚴重。政客亦被批評年齡偏大，暮氣沉沉。
選舉焦點之一是兩派互數對方不是，貝盧斯科尼斥對手左翼陣營崇拜斯大林和毛澤東，又用粗口斥責對手的支持者，更在那不勒斯一個造勢集會上又有驚人發言，說在毛澤東時代的中國共產黨煮嬰兒用來做肥料，指桑罵槐批評具義大利共產黨背景的左翼民主党。雖然貝盧斯科尼對大選前作出的「共產黨吃嬰論」作出「澄清」：「我常遭炮轟指（中國）共產黨以往經常吃嬰兒。但讀過《共產黨黑皮書》後，你會發現在毛澤東時代的中國，他們不吃小孩子，而是煮熟他們用作肥田料。」義大利人都視今次為「最醜惡的選舉」。

## 選舉形勢
根據香港《明報》2006年4月9日報導，兩周前進行的民意調查顯示，普羅迪的支持率比貝氏高3.5%至5%，但多達25%選民懸而未決，結果難以預測。有分析家指，110萬張已投的海外選票也有可能成為關鍵。

## 選舉情形
投票一連兩天進行，於當地時間2006年4月10日下午3時結束，連海外選民在內共有5032萬人可投票。

## 選舉結果
2006年4月11日，義大利内政部公布了议会选举投票结果。中左联盟在众议院630个议席中获得348席，超过半数。在参议院的315个议席中，中左联盟获得158席，比中右联盟获得的156席多2个席位。另一个席位由上述两大联盟以外的小党派获得。
4月14日，義大利内政部发表声明说，大选中存有争议的选票仅为5000多张，众议院选举中为2131张，参议院选举中为3135张。
4月19日，義大利最高法院正式宣布，由前总理罗马诺·普罗迪领导的中左联盟赢得议会选举的胜利。
普羅迪領導的中間偏左聯盟取得勝利，貝盧斯科尼和他領導的中右聯盟在選舉中以些微票數慘敗，被迫下台。他再度成為在野黨聯盟領導人。由於貝盧斯科尼領導的中右政黨在參議院取得多數，故普羅迪的政府變得不穩定。中左翼其後提名乔治奥·纳波利塔诺出任新總統，纳波利塔诺成為首位有義大利共產黨背景的總統。
2007年2月22日，普罗迪向義大利总统乔治奥·纳波利塔诺递交辞呈。据一些義大利的政治分析家表示，若普羅迪下台，義大利将处于群龙无首的状况，3月2日普羅迪通過國會信任投票，繼續擔任總理。
2008年1月24日，貝盧斯科尼的政黨向普羅迪領導的政府提出不信任動議，獲得通過，普羅迪被迫辭職，義大利再度舉行大選。

## 資料來源
1. ↑  .   [2013-06-09]. （原始内容存档于2015-06-20）.
2. ↑  .   [2006-04-20]. （原始内容存档于2008-09-08）.
3. ↑  .   [2006-04-20]. （原始内容存档于2006-04-16）.
4. ↑  .   [2006-04-20]. （原始内容存档于2013-04-28）.